# Shawnee Hills (comtat de Greene)
Shawnee Hills és una concentració de població designada pel cens del Comtat de Greene (Ohio) als Estats Units d'Amèrica. Segons el 2000 tenia 2.355 habitants.

## Demografia
Segons el cens del 2000, Shawnee Hills tenia 2.355 habitants, 819 habitatges, i 705 famílies. La densitat de població era de 341,8 habitants per km².
Dels 819 habitatges en un 38,9% hi vivien nens de menys de 18 anys, en un 74,7% hi vivien parelles casades, en un 7,2% dones solteres, i en un 13,9% no eren unitats familiars. En l'11,2% dels habitatges hi vivien persones soles el 3,2% de les quals corresponia a persones de 65 anys o més que vivien soles. El nombre mitjà de persones vivint en cada habitatge era de 2,88 i el nombre mitjà de persones que vivien en cada família era de 3,09.
Per edats la població es repartia de la següent manera: un 27,3% tenia menys de 18 anys, un 7,6% entre 18 i 24, un 28,6% entre 25 i 44, un 27,9% de 45 a 60 i un 8,6% 65 anys o més.
L'edat mediana era de 36 anys. Per cada 100 dones de 18 o més anys hi havia 96,2 homes.
La renda mediana per habitatge era de 55.022 $ i la renda mediana per família de 53.942 $. Els homes tenien una renda mediana de 36.048 $ mentre que les dones 28.857 $. La renda per capita de la població era de 19.209 $. Aproximadament l'1,6% de les famílies i el 3,2% de la població estaven per davall del llindar de pobresa.